# Lee Duck-hee
Lee Duck-hee (이덕희?, 李德熙LR; Nord Chungcheong, 29 maggio 1998) è un tennista sudcoreano, è l'unico tennista sordo che partecipa alle competizioni sportive dal 2012.
Attivo in prevalenza nei circuiti minori, ha vinto diversi titoli dell'ITF Men's Circuit e nell'aprile 2017 ha raggiunto il 130º posto della classifica mondiale, suo miglior ranking ATP. Ha esordito nella squadra sudcoreana di Coppa Davis nel marzo 2016.

## Biografia
Gli viene diagnosticata la sordità quando ha 2 anni e a 7 gioca per la prima volta a tennis con un cugino. Sul campo da tennis può sentire le vibrazioni, ma deve fare affidamento sui gesti delle mani per le chiamate dei giudici di linea e di sedia. Nel 2015, la sua storia è stata inclusa durante una campagna per la ANZ Bank, che era sponsor degli Australian Open di quell'anno.

## Carriera

### Juniores
Fa il suo esordio nell'ITF Junior Circuit nel giugno 2011 e vince il primo titolo nel giugno 2012 in un torneo di Grade 5. Nel 2013 vince l'unico titolo di Grade A nel torneo di doppio della Osaka Mayor's Cup. Nel marzo 2014 raggiunge due finali in tornei Grade 1 e vince quella di Sarawak, raggiungendo il 3º posto nella classifica mondiale juniores. In agosto vince il Grade 1 China Junior 14 Nanjing e in settembre si spinge fino ai quarti di finale degli US Open juniores. Nel 2015 raggiunge i quarti anche agli Australian Open di categoria e in aprile perde contro Andrej Rublëv la semifinale dell'ITF Junior Masters. Disputa l'ultimo torneo a Wimbledon nel luglio 2015 e chiude l'esperienza nel circuito juniores dopo aver vinto 12 titoli in singolare e 5 in doppio.

### Professionista
Passa al professionismo nel 2013 e gioca il suo primo incontro in un torneo dell'ATP Challenger Tour all'età di 14 anni. Nel luglio 2014 alza il suo primo trofeo da professionista vincendo il Futures Hong Kong F1. Si ripete in novembre nel Cambodia F2 di Phnom Penh. Nel 2015 conquista altri 5 titoli Futures. Nel marzo 2016 debutta nella squadra sudcoreana di Coppa Davis in occasione della sfida vinta contro la Nuova Zelanda valida per il gruppo I della zona Asia/Oceania della Coppa Davis 2016; viene schierato in doppio e viene sconfitto in coppia con Yongkyu Lim. In maggio supera per la prima volta un top 100, Yūichi Sugita, al Seoul Open Challenger. In luglio entra nella top 200 del ranking dopo la vittoria nel Futures China F10, uno dei tre Futures conquistati nel 2016. In settembre disputa a Kaohsiung la sua prima finale Challenger e viene battuto in due set dal connazionale Chung Hyeon.
Sfiora l'accesso al main draw dell'Australian Open 2017 perdendo al terzo set l'incontro decisivo dopo aver superato i primi due turni. In febbraio gioca il suo primo incontro di Davis in singolare nel confronto con l'Uzbekistan, venendo sconfitto in 4 set da Denis Istomin. Nella prima parte del 2017 raggiunge inoltre per tre volte i quarti di finale in singolare nel circuito Challenger e in aprile sale al 130º posto della classifica mondiale, suo nuovo miglior ranking ATP.
Vince i suoi primi incontri in Coppa Davis nel settembre 2018, imponendosi in entrambi i singolari contro la Nuova Zelanda. Nel giugno 2019 disputa a Little Rock la sua seconda finale Challenger ed è costretto al ritiro durante il confronto con Dudi Sela. In agosto diventa il primo giocatore sordo a competere e a vincere un incontro nel tabellone principale di un torneo ATP sconfiggendo Henri Laaksonen al Winston-Salem Open. In quel periodo torna nella top 200 del ranking ma dopo Winston Salem sta fuori dal circuito per due mesi. e rientra alla 250ª posizione
Ottiene pochi risultati di rilievo nel periodo successivo e dopo la pausa presa dal tennis mondiale dal marzo 2020 per la pandemia di COVID-19, anziché rientrare ad agosto come la maggior parte dei colleghi, rientra nel marzo 2021 e raccoglie soprattutto sconfitte, in maggio esce dalla top 300 e torna a giocare prevalentemente nel circuito ITF. Vince un torneo in Egitto nel febbraio 2022, nel prosieguo della stagione e in quella successiva non consegue risultati di rilievo e a marzo 2023 scende oltre l'800ª posizione.

## Statistiche

### Tornei minori

#### Singolare

##### Vittorie (13)
| Legenda tornei minori |
| Challenger (0)        |
| Futures (13)          |

| No. | Data          | Torneo                     | Superficie  | Avversario in finale        | Punteggio        |
| 1.  | luglio 2014   | Hong Kong F1, Hong Kong    | Terra rossa | Wishaya Trongcharoenchaikul | 6–1, 6–4         |
| 2.  | novembre 2014 | Cambodia F2, Phnom Penh    | Terra rossa | Dekel Bar                   | 7–6(3), 6–4      |
| 3.  | aprile 2015   | Indonesia F2, Tegal        | Terra rossa | Shuichi Sekiguchi           | 6–1, 3–0 rit.    |
| 4.  | aprile 2015   | Indonesia F3, Giacarta     | Terra rossa | Christopher Rungkat         | 6–4, 6–3         |
| 5.  | giugno 2015   | Japan F6, Kashiwa          | Terra rossa | Toshihide Matsui            | 6–4, 6–2         |
| 6.  | agosto 2015   | China F6, Putian           | Terra rossa | Wu Di                       | 6–2, 6–3         |
| 7.  | novembre 2015 | Thailand F8, Bangkok       | Terra rossa | Miķelis Lībietis            | 6–1, 6–4         |
| 8.  | marzo 2016    | Japan F3, Kōfu             | Terra rossa | Yuya Kibi                   | 6–2, 6–3         |
| 9.  | marzo 2016    | Japan F6, Karuizawa        | Terra rossa | Yasutaka Uchiyama           | 7–6(5), 6–3      |
| 10. | luglio 2016   | China F10, Longyan         | Terra rossa | Li Zhe                      | 6–4, 6–4         |
| 11. | dicembre 2017 | Indonesia F8, Giacarta     | Terra rossa | Prajnesh Gunneswaran        | 6–3, 4–6, 7–6(6) |
| 12. | dicembre 2019 | Thailand M15, Nonthaburi   | Cemento     | Keisuke Saitoh              | 6–2, 6–1         |
| 13. | febbraio 2022 | Egypt M15, Sharm el-Sheikh | Cemento     | Ben Patael                  | 6–2, 1–6, 7–5    |

##### Finali perse (5)
| Legenda tornei minori |
| Challenger (2)        |
| Futures (3)           |

| No. | Data           | Torneo                              | Superficie  | Avversario in finale | Punteggio          |
| 1.  | novembre 2013  | India F11, Raipur                   | Terra rossa | Ramkumar Ramanathan  | 6–3, 6(6)–7, 4–6   |
| 2.  | luglio 2014    | Hong Kong F2, Hong Kong             | Terra rossa | Ruan Roelofse        | 4–6, 6–3, 0–2 rit. |
| 3.  | aprile 2016    | China F4, Zhangjiagang              | Terra rossa | Wang Yeu-tzuoo       | 5–7, 3–6           |
| 4.  | settembre 2016 | OEC Kaohsiung, Kaohsiung            | Terra rossa | Chung Hyeon          | 4–6, 2–6           |
| 5.  | 9 giugno 2019  | Little Rock Challenger, Little Rock | Terra rossa | Dudi Sela            | 1–6, 3–4 rit.      |

#### Doppio

##### Finali perse (4)
| Legenda tornei minori |
| Challenger (1)        |
| Futures (3)           |

| N. | Data           | Torneo                | Superficie | Compagno      | Avversari in finale       | Punteggio        |
| 1. | giugno 2013    | Korea F6, Gimcheon    | Cemento    | Chung Hyeon   | Chung Hong Noh Sang-woo   | 1–6, 5–7         |
| 2. | aprile 2014    | Japan F4, Tsukuba     | Cemento    | Finn Tearney  | Sho Katayama Bumpei Sato  | 4–6, 4–6         |
| 3. | giugno 2015    | Japan F6, Kashiwa     | Cemento    | Woo Chung-hyo | Yuya Kibi Takuto Niki     | 0–6, 3–6         |
| 4. | 20 aprile 2024 | Gwangju Open, Gwangju | Cemento    | Cui Jie       | Lee Jea-moon Song Min-kyu | 6–1, 1–6, [3–10] |